# Karkas Ow
Karkas Ow (persiska: Karkas Āb, کرکس آب, کرکس او) är en ort i Iran.   Den ligger i provinsen Sydkhorasan, i den nordöstra delen av landet, 600 km öster om huvudstaden Teheran. Karkas Ow ligger 984 meter över havet och antalet invånare är 103.
Terrängen runt Karkas Ow är kuperad åt nordväst, men åt sydost är den platt.Runt Karkas Ow är det mycket glesbefolkat, med 2 invånare per kvadratkilometer. Närmaste större samhälle är Yakh Āb, 13,9 km nordväst om Karkas Ow. Trakten runt Karkas Ow är ofruktbar med lite eller ingen växtlighet.